# Diana Billaudelle
Diana Billaudelle (* 11. März 1974 in Bedburg; † 7. Juli 2016 in Elsdorf) war eine deutsche Illustratorin und Grafikerin.
Nach dem Fachabitur für Gestaltung mit dem Schwerpunkt Grafik-Design (1993) studierte sie bis 1999 Design mit der Fachrichtung „Visuelle Kommunikation/Grafik Design“ an der FH Düsseldorf mit dem Abschluss als Diplom Designerin (FH). Hohe Verbreitung finden ihre mit Polychromos und Aquarell illustrierten Familienplaner (Familienkalender), die seit 2006 jährlich bei Weltbild erscheinen waren. Von den in Tusche gezeichneten „kleinen Kölsch-Büchern“ erschien 2012 der zehnte Band.

## Werke (Auswahl)
- Das große Buch der Kinderlieder (2004/2009, Schwager & Steinlein)
- Weltküche Asien, Weltküche Vietnam, Weltküche Japan, Weltküche Türkei, Weltküche Schweden, Weltküche Indien, Weltküche Griechenland, Weltküche * Südafrika (8 Bände, 2007, Komet Verlag)
- Blockflöte spielen und lernen, Heft 1 & 2 (2007, Schott Verlag)
- Schlagzeug spielen und lernen, Heft 1 & 2 (2007, Schott Verlag)
- Woröm de Jungfrau ene Mann ess! (2011, E.G. Lüttgau Verlag)
- Dä kölsche Knigge (2012, E.G. Lüttgau Verlag)
- Familienplaner (2006 bis 2015, jährlich, Weltbild Verlag)